# Cuba: My Revolution
Cuba: My Revolution (Cuba : Ma révolution) est une bande dessinée autobiographique d'Inverna Lockpez (scénario) illustrée par Dean Haspiel et coloriée par José Villarrubia, publiée en 2010 par Vertigo.
Elle raconte l'histoire de Sonya, jeune fille de 17 ans qui décide à la fin de la révolution cubaine de servir les idéaux du nouveau pouvoir en menant des études de physique. Après le débarquement de la baie des Cochons, en avril 1961, elle tombe amoureuse d'un soldat cubain anti-communiste blessé qu'on la charge de soigner. Elle commence alors à douter du bien-fondé du régime castriste.